# Ніколас (ураган, 2021)
Ураган «Ніколас» (англ. Hurricane Nicholas) — повільний і непостійний ураган 1 категорії, який обрушився на американський штат Техас в середині вересня 2021 року. Чотирнадцятий шторм і шостий ураган сезону ураганів в Атлантиці 2021 року.
Шторм приніс сильні дощі та штормовий нагон у частинах Техасу та Луїзіану. Деякі з постраждалих районів все ще відновлювалися від наслідків урагану Іда, який вплинув на узбережжя Мексиканської затоки Сполучених штатів кілька тижнів тому. За даними Risk Management, застраховані збитки від урагану становили від 1,1 до 2,2 мільярда доларів США (2021 доларів США ).

## Метеорологічна історія

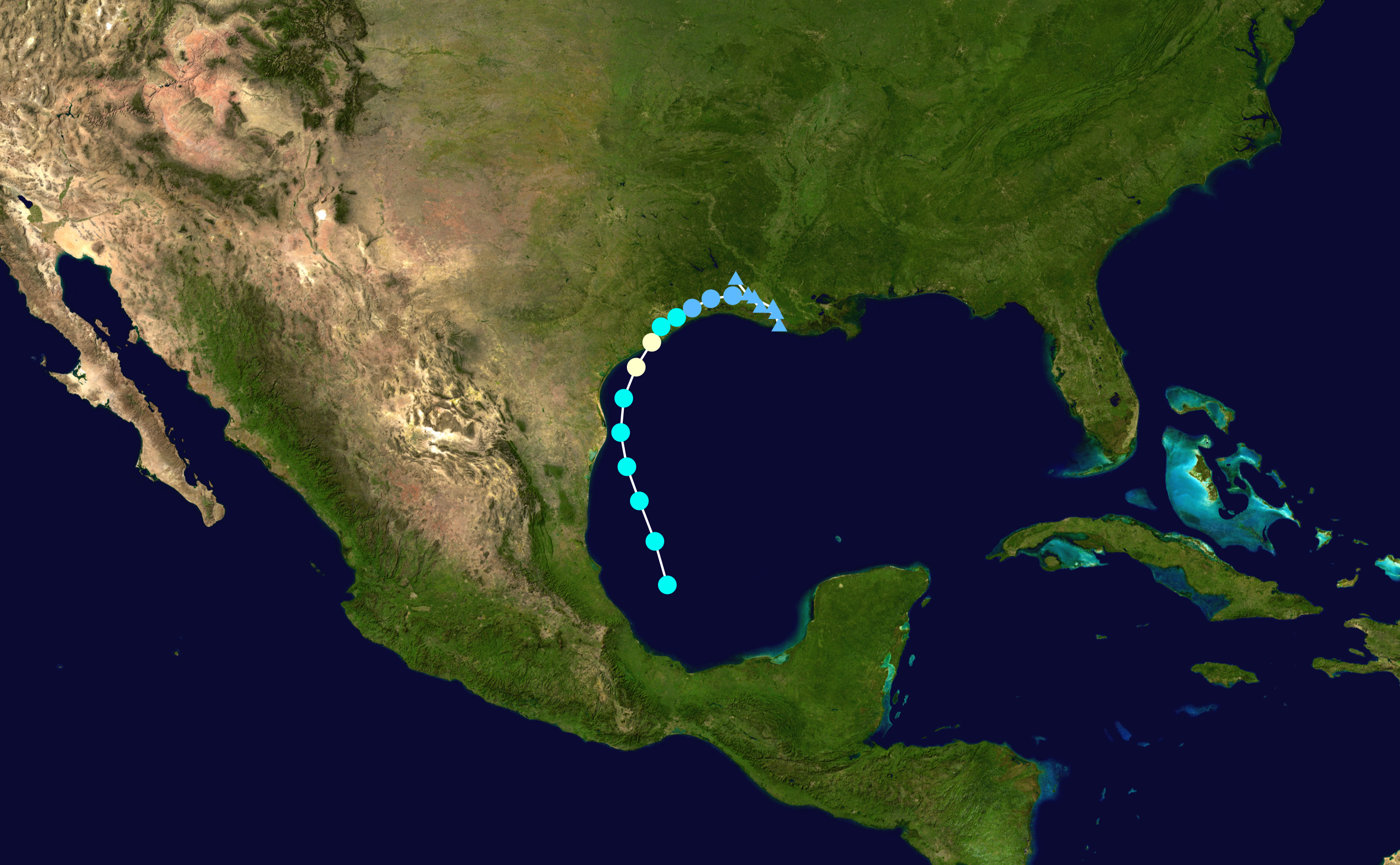
Траєкторія руху Урагану Ніколас

О 06:00 UTC 9 вересня Національний центр ураганів (NHC) почав моніторинг тропічної хвилі над західною частиною Карибського моря на предмет потенційного розвитку, коли вона рухалася через північну частину Центральної Америки та півострів Юкатан у напрямку до затоки Кампече. Наступного дня хвиля взаємодіяла з поверхневим прогином над південною Мексиканською затокою , викликаючи поширені, але неорганізовані зливи та грози по всьому регіону. Зливи та грози, пов’язані з цією системою, посилилися та стали краще організованими 12 вересня, а її найвищий постійний вітер досяг 40 миль на годину (65 км/год) (тропічна сила шторму), що підтвердив політ ВПС, який здійснив політ мисливця за ураганами того ранку. У результаті о 15:00 UTC було розпочато повідомлення про тропічний шторм Ніколас.
Після утворення буря виявилася не дуже організованою, оскільки не мала конвективних смуг. Центр також не був чітко визначений. Після супутникових знімків з радарів і літаків було виявлено, що центр переформувався на 150 морських миль північніше, ніж очікувалося, і шторм набрав швидкості. Шторм увійшов у південну частину великої області глибокої конвекції, оскільки ознаки утворення очної стінки почали ставати помітними. Структура ока потім розсіялася, і новий центр почав формуватися на північний-схід від попереднього. Потім буря зазнала періоду швидкого посилення, п’ятий ураган сезону, який посилився на 35 миль/год (55 км/год) за 24-годинний період. Отже, о 03:00 UTC 14 вересня систему було оновлено до урагану 1 категорії. Невдовзі після цього, о 05:30 UTC, Ніколас вийшов на берег приблизно в 10 милях (15 км) на захід-південний захід від Сарджент-Біч, штат Техас , з максимальною швидкістю вітру 75 миль на годину (120 км/год). Потім вона швидко ослабла всередині країни до сили тропічного шторму, коли перемістилася поблизу затоки Галвестон. О 00:00 UTC 15 вересня Ніколас був понижений до статусу тропічної депресії, оскільки він повільно просувався в південну Луїзіану, де жителі все ще відновлювалися після урагану Іда. У той час система складалася з великого вихору хмар низького та середнього рівня та злив, з кількома ділянками глибокої конвекції, добре видаленими від центру, згідно з NHC. Рано наступного дня, перебуваючи біля острова Марш , уздовж узбережжя Луїзіани, Ніколас став позатропічним. Залишки Ніколаса пізніше перемістився далі вглиб країни, зупинившись над північною Луїзіаною, а потім розвіявся 18 вересня. Його залишкова тропічна волога затрималася над частинами південного сходу США протягом кількох днів.

## Підготовка

Тропічна хвиля, яка стане Ніколасом незадовго до формування 12 вересня.

Коли утворився тропічний шторм Ніколас, попередження про тропічний шторм було оголошено вздовж узбережжя від Барра-Ель-Мескітала і на північ до Порт-Аранзаса, штат Техас. Коли Ніколас наближався до берега, для всього узбережжя Техасу було оголошено попередження про тропічний шторм. Перше попередження про ураган було видано з Порт-О'Коннор до Фріпорта, штат Техас, о 03:00 UTC, коли шторм був підвищений до урагану 1 категорії.
Загальна кількість опадів становила від 8 до 16 дюймів (200–410 мм), а в деяких місцях потенційно випало 15 дюймів (380 мм). Прибережна Луїзіана, яку кілька тижнів тому вразив ураган Іда , за оцінками отримала від 5 до 10 дюймів (130-250 мм). Озеро Х'юстон опустилося на (30 см). Навчання в школах в південному Техасі були призупинені 13 вересня. Принаймні 330 рейсів, які відправлялися з аеропортів Вільяма П. Хоббі та міжконтинентального аеропорту Джорджа Буша, були скасовані. В окрузі Харріс закриті пункти тестування на COVID-19. Пізно 13 вересня поромне сполучення між Галвестоном і півостровом Болівар було припинено обслуговування відновили наступного дня.
Губернатор Луїзіани Джон Бел Едвардс оголосив надзвичайний стан і зазначив, що території, які постраждали від урагану Іда, можливо, відчують наслідки тропічного шторму. Едвардс також попросив федеральну декларацію про стихійне лихо, яку 14 вересня схвалив президент Джо Байден. Губернатор Техасу Грег Ебботт оприлюднив декларацію про стихійне лихо для 17 округів південно-східного Техасу та наказав провести державні операції. Центр підвищити рівень своєї готовності. Національна гвардія Луїзіани розгорнула 80 водних транспортних засобів, 23 човни та 15 літаків у південній Луїзіані. 13 вересня, перед штормом, співак і автор пісень Гаррі Стайлз переніс свій виступ у Х'юстоні.

## Наслідки
Згідно з оцінкою Risk Management (RMS), збитки в США становили від 1,1 до 2,2 мільярда доларів. RMS оцінює збитки від Національної програми страхування від повеней від 200 до 500 мільйонів доларів США. Karen Clark & Co. оцінила збитки приблизно в 950 мільйонів доларів.

### Техас

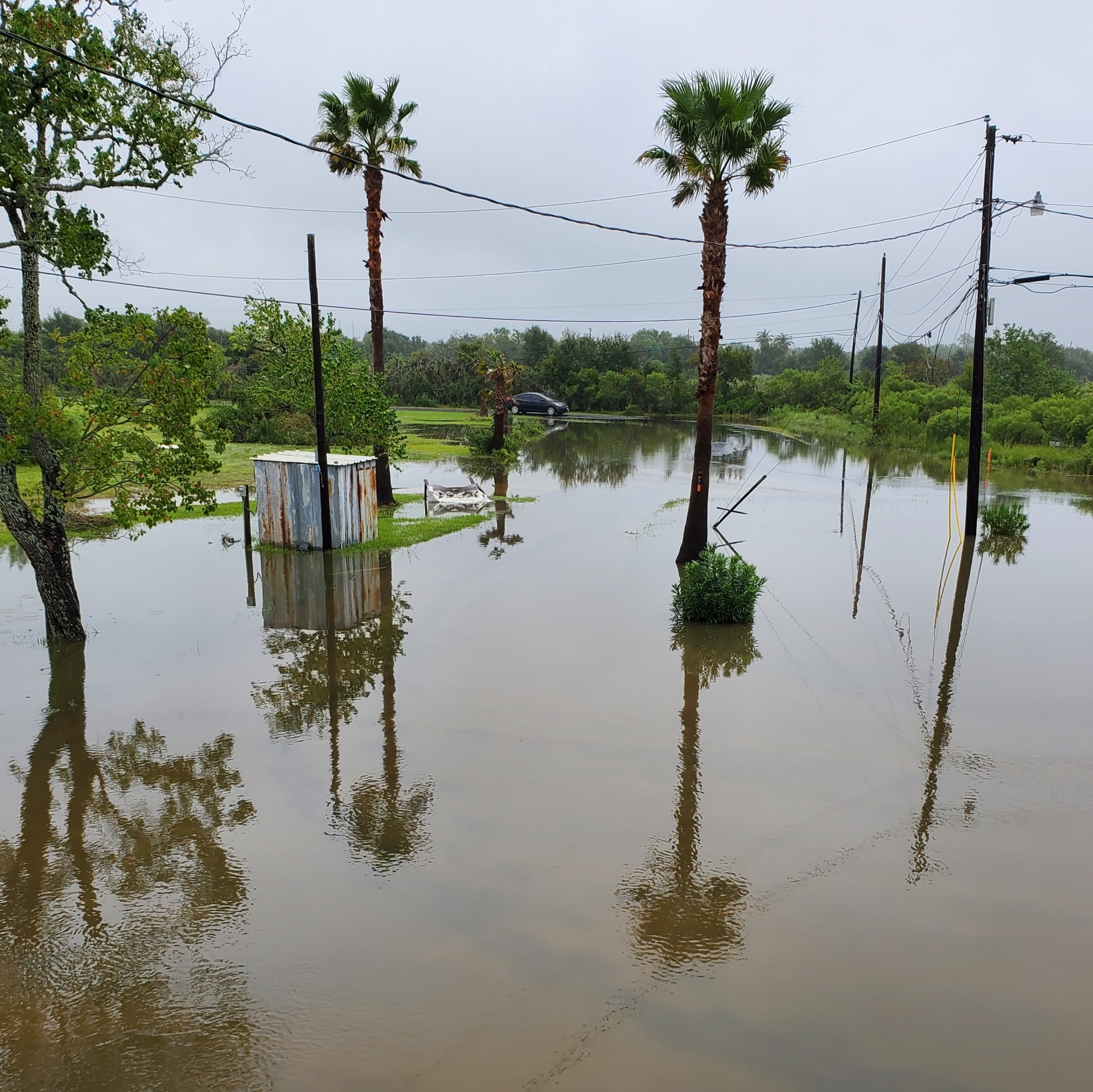
Прибережна повінь з Дікінсон-Байу в Техас-Сіті, штат Техас, після Ніколаса

Шторм залишив без світла щонайменше 503 000 людей у Техасі, в основному в районі Х'юстона. За оцінками, 33% жителів округу Галвестон були без світла. Частини історичного району Странд у Галвестоні залишилися під водою. Colonial Pipeline закрили два трубопроводи з Х'юстона в Північній Кароліні з - за перебоїв в подачі електроенергії. Це відключення відбулося всього через два тижні після того, як ті самі трубопроводи були закриті через ураган Іда. У Сібруку, за оцінками чиновників, 30 будинків зазнали пошкоджень від вітру або повеней. Рибальський причал Pine Gully в парку Pine Gullyбув зруйнований штормовим нагоном. Міська влада пообіцяла співпрацювати з Федеральним агентством з надзвичайних ситуацій (FEMA) для відновлення пірсу.
Загальна кількість опадів досягла 14 дюймів (360 мм) поблизу Галвестона, а в Х’юстоні – понад 6 дюймів (150 мм).. Повідомляється, що штормовий нагон у Порт-О'Коннор був близько 4 футів. У АЗС у Матагорді знесли дах. Кілька доріг були закриті через повені та уламки, включаючи ділянку I-10 і шосе штату Техас 225. Не повідомляється про постраждалих або загиблих через шторм у Техасі. Кілька автомагістралей у Клір-Лейк, Ліг-Сіті та Френдсвуді та поблизу них були затоплені, у тому числі кілька смуг Міждержавний 45. Тропічний шторм Ніколас затопив місцеву дорогу. У Перленді 21% жителів міста залишилися без світла.

### Луїзіана
Шторм залишив без світла щонайменше 120 000 людей у Луїзіані.  Близько 87 000 жителів все ще залишалися без електроенергії через ураган Іда, коли Ніколас вийшов на берег. Рано вранці сильні дощі досягли Нового Орлеана , і в районі Нового Орлеана було оголошено попередження про повінь.